# Hrabůvka
Hrabůvka település Csehországban, Přerovi járásban. Hrabůvka Radíkov, Milenov, Klokočí és Hranice településekkel határos. Lakosainak száma 328 fő (2024. január 1.).

## Népesség
A település lakosságának változását az alábbi diagram mutatja:
| Lakosok száma | 187  | 190  | 397  | 354  | 357  | 327  | 299  | 307  | 308  | 328  |
|               | 1869 | 1890 | 1921 | 1950 | 1980 | 2001 | 2017 | 2019 | 2022 | 2024 |